# ロアノークラピッズ (ノースカロライナ州)
ロアノークラピッズ（英: Roanoke Rapids、[ˈroʊəˌnoʊk]）は、アメリカ合衆国ノースカロライナ州北東部ハリファックス郡の都市である。2010年国勢調査での人口は15,754 人だった。ロアノークラピッズ小都市圏の主要都市であり、またロッキーマウントやウィルソン各市が含まれるゴールデン・イースト広域都市圏に含まれている。

## 地理
ロアノークラピッズ市は北緯36度27分16秒 西経77度39分17秒 / 北緯36.45444度 西経77.65472度 (36.454528, -77.654822)に位置している。
アメリカ合衆国国勢調査局に拠れば、市域全面積は7.9平方マイル (20 km2)であり、このうち陸地7.8平方マイル (20 km2)、水域は0.04平方マイル (0.10 km2)で水域率は0.51%である
ロアノークラピッズはノースカロライナ・ピードモント台地の始まる所にあり、ロアノーク川の滝線に位置していて、すなわちアップランド（大陸の基盤岩）と海岸平原（海岸沖積層）が出逢う所である。滝線は通常急流や滝が有って、川と交差する線が明確である。このような地形のために、川船は通常そこから先の内陸に進むことができない。開拓地には港が必要であり、また水力の供給が行えたことで、川が滝線と交差する所に発展した。ロアノーク川とその滝はロアノークラピッズの開発を促し、サム・パターソンやその他繊維製造者など実業家がその工場に水力を使った。
滝線の開拓地の最も顕著な例がアメリカ合衆国東海岸で、アパラチア山脈と海岸平原の出逢う所に沿って、都市が設立されたことだった。
全長7マイル (11 km) あるロアノークラピッズ運河トレイルは、ロアノーク・ダムに始まり、歴史ある導水路を過ぎて約1マイル (1.6 km) で終わる。この道はかなり狭いので、歩行者、ランナー、自転車の利用が限られるものになっている。

## 人口動態
以下は2010年の国勢調査による人口統計データである。
| 基礎データ - 人口: 15,754 人 - 世帯数: 6,437 世帯 - 家族数: 4,180 家族 - 人口密度: 776.1人/km2（2,019.7 人/mi2） - 住居数: 7,085 軒 - 住居密度: 347.1軒/km2（908.3 軒/mi2） 人種別人口構成 - 白人: 63.6% - アフリカン・アメリカン: 31.2% - ネイティブ・アメリカン: 0.6% - アジア人: 1.7% - 太平洋諸島系: 0.0% - その他の人種: 1.7% - 混血: 1.3% - ヒスパニック・ラテン系: 3.2% | 年齢別人口構成 - 20歳未満: 21.7% - 20-24歳: 5.9% - 25-44歳: 24.1% - 45-64歳: 26.1% - 65歳以上: 14.8% - 年齢の中央値: 38歳 - 性比（女性100人あたり男性の人口） - 総人口: 84.8 - 18歳以上: 79.5 世帯と家族（対世帯数） - 18歳未満の子供がいる: 30.9% - 結婚・同居している夫婦: 39.9% - 未婚・離婚・死別女性が世帯主: 19.7% - 非家族世帯: 35.1% - 単身世帯: 30.7% - 65歳以上の老人1人暮らし: 12.0% - 平均構成人数 - 世帯: 2.42人 - 家族: 3.01人 | 収入と家計 - 収入の中央値 - 世帯: 35,388米ドル - 家族: 51,548米ドル - 貧困線以下 - 対人口: 19.9% - 対家族数: 15.9% - 18歳未満: 26.4% - 65歳以上: 10.1% |

## 経済
ロアノークラピッズ市は最初に工場町として開拓され、多くの繊維工場があった。クリスタル・リー・サットンはロアノークラピッズにあったJ・P・スティーブンス & Co. の労働者かつ組合組織者であり、その組合活動が1979年の映画『ノーマ・レイ』のネタになった。労働コストが高くなり、繊維工場が全て閉鎖され、3,000人近くいた従業員が職を失うことになった。現在の失業率は13%に近い。現市内には製紙業のカップストーン・ペーパー・アンド・パッケージングがある。

## 呼び物
ロアノークラピッズは多くの歴史的な場所があることで知られている。当初のロアノークラピッズ高校校舎は、シニア・ビルディングとも呼ばれ、1921年に開設されたものが現在も使われている。この建物にはその城のようなファサードにエリザベス朝ゴシックやテューダー復古調の建築様式が取り入れられている。工業資本家サミュエル・パターソンが建設し、著名な建築家のホバート・アップジョンが修正Hデザインで設計した。アップジョンは著名な建築物の設計を行ったリチャード・アップジョンの孫だった。リチャードの作品にはローリーのクライスト・エピスコパル教会やニューヨーク市のトリニティ教会がある。この高校は市の中核部で支配的な建物であり、別に城のような建物が横に並んでいる。これは以前に州軍の武器庫として使われていた。この高校以外にロアノーク運河とロアノークラピッズ歴史地区がアメリカ合衆国国家歴史登録財に指定されている。
ロアノーク運河博物館とトレイルは、市内最古の史跡の1つである。1823年に建設された運河閘門の建物は、アメリカの西方拡張に運河が果たした重要さを示す博物館に転換されている。ロアノーク川が交易と航行の道具となるよう推進した影響力ある人々と、川で輸送され交易された商品に関して詳細な見方を与えている。トレイルは7マイル (11 km) 以上の長さがあり、博物館の横を通り、大半はロアノーク川に並行している。ランナー、自転車乗り、写真家、野生生物の愛好家によく使われている。毎年ロアノーク運河ハーフマラソンが開催されており、ロアノーク運河マウンテンバイク・クラブが近くにある。
ロアノークラピッズはカロライナ・クロスローズを計画してきた。これは地元の事業開発者集団が設立して娯楽の地区である。その呼び物としては、開発の旗艦施設となる屋外円形劇場のランディ・パートン劇場、キャンプ場、水族館、ホテル、レストラン、アウトレット・ショッピング、旅行センター、その他ディナーシアターやウォーターパークがある。ランディ・パートンはシンガーソングライターで女優のドリー・パートンの弟であり、そのランディと市との協力関係は2006年12月に終わった。市は劇場をロアノークラピッズ劇場と改名した。ブラック・ウィドウ・ビリヤード・センターもビリヤード・プレーヤーのジャネット・リーによって公表された。2008年10月、市はロアノークラピッズ劇場を1,250万ドルでラファイエット・ガトリングに賃貸あるいは売却することに合意した。シカゴの開発業者であるガトリングは、劇場の開発を続け、カロライナ・クロスローズ娯楽地区の開発者たちと協力を行うと発言した。しかし、どの取引も実現しておらず、この劇場はロアノークラピッズで経済的な問題であり、重大な話題であり続けている。2011年11月、市はこのプロジェクトの負債を減らすためにガトリングに劇場を売却することに合意した。

## 著名な出身者
- クリス・ドートリー（1979年 - ）、ミュージシャン、バンド「ドートリー」を率いている